# Wiesław Mering
Wiesław Alojzy Mering (ur. 10 grudnia 1945 w Żukowie) – polski duchowny rzymskokatolicki, doktor nauk humanistycznych, rektor Wyższego Seminarium Duchownego w Pelplinie w latach 1992–2003, biskup diecezjalny włocławski w latach 2003–2021, od 2021 biskup senior diecezji włocławskiej.

## Życiorys
Urodził się 10 grudnia 1945 w Żukowie. W roku szkolnym 1958/1959 uczył się w liceum w Kartuzach, następnie przeniósł się do III Liceum Ogólnokształcącego w Gdyni, które ukończył w 1962 zdaniem matury. W 1962 rozpoczął studia w Wyższym Seminarium Duchownym w Pelplinie, z których zrezygnował po dwóch latach. Przeniósł się na studia filozoficzne na Katolickim Uniwersytecie Lubelskim, które na podstawie pracy Katalog chronologiczny pism Jana Gersona (1363–1429) ukończył w 1969 z magisterium z filozofii. Następnie wrócił do seminarium w Pelplinie, aby kontynuować przerwane studia teologiczne. Święceń prezbiteratu udzielił mu 21 maja 1972 w kościele Najświętszego Serca Pana Jezusa w Gdyni biskup pomocniczy chełmiński Zygfryd Kowalski. Inkardynowany został do diecezji chełmińskiej. W latach 1974–1976 odbył studia specjalistyczne w zakresie filozofii na Akademii Teologii Katolickiej w Warszawie. Ukończył je z doktoratem z nauk humanistycznych na podstawie dysertacji Koncepcja metafizycznej struktury duszy w tomizmie egzystencjalnym. Następnie w latach 1976–1977 przebywał na rocznym stypendium rządu francuskiego na Uniwersytecie Nauk Humanistycznych w Strasburgu, gdzie uzyskał stopień licencjata teologii.
W drugiej połowie lat 70. został zarejestrowany jako tajny współpracownik Służby Bezpieczeństwa pod pseudonimem „Lucjan”. Według Jana Żaryna miał świadomie współpracować z wywiadem, jednak sam duchowny zaprzeczył jakiejkolwiek współpracy ze służbami PRL.
W latach 1972–1974 pracował jako wikariusz w parafii św. Marcina w Sierakowicach. Po powrocie ze studiów zagranicznych był wikariuszem wpierw w 1978 w parafii Chrystusa Króla w Toruniu, następnie w latach 1978–1981 w parafii Matki Boskiej Różańcowej w Gdyni. W latach 1981–1983 pracował jako proboszcz w parafii św. Marcina w Lignowach Szlacheckich. Od 1983 do 1990 pełnił funkcję diecezjalnego wizytatora nauki religii, jednocześnie w latach 1983–1989 był duszpasterzem rodzin diecezji chełmińskiej. Objął funkcję diecezjalnego cenzora ksiąg religijnych. Wszedł w skład kolegium konsultorów i rady kapłańskiej diecezji. Został przewodniczącym Rady Programowej Wydawnictwa Diecezjalnego „Bernardinum” i redaktorem naczelnym rocznika naukowego pelplińskiego seminarium „Studia Pelplińskie”. Wszedł w skład rad programowych kwartalnika poświęconego formacji kapłańskiej „Pastores” oraz Radia Głos. W 1989 otrzymał godność kapelana honorowego Jego Świątobliwości, a w 1994 prałata domowego Jego Świątobliwości. W 1992 został kanonikiem honorowym, zaś w 1994 kanonikiem gremialnym Kapituły Katedralnej Pelplińskiej.
W 1983 został wykładowcą w Wyższym Seminarium Duchownym w Pelplinie. W latach 1992–2003 sprawował w nim urząd rektora. Ponadto w latach 1984–1986 wykładał w Wyższym Seminarium Duchownym w Koszalinie, a w latach 1994–1995 w Wyższym Seminarium Duchownym w Elblągu.
25 marca 2003 papież Jan Paweł II mianował go biskupem diecezjalnym diecezji włocławskiej. 26 kwietnia 2003 otrzymał święcenia biskupie i odbył ingres do bazyliki katedralnej Wniebowzięcia Najświętszej Maryi Panny we Włocławku. Głównym konsekratorem był arcybiskup Józef Kowalczyk, nuncjusz apostolski w Polsce, a współkonsekratorami Bronisław Dembowski, ustępujący biskup diecezjalny włocławski, i Jan Bernard Szlaga, biskup diecezjalny pelpliński. Jako dewizę biskupią przyjął słowa „Iustitia, pax et gaudium” (Sprawiedliwość, pokój i radość). W diecezji włocławskiej zreorganizował kurię. Ustanowił radę ds. święceń, diecezjalny zespół ds. stałej formacji kapłanów i studyjny zespół ds. duszpasterstwa ogólnego. Utworzył Diecezjalny Ośrodek Duszpasterstwa Akademickiego we Włocławku. Przyczynił się do urządzenia Domu Rekolekcyjnego Diecezji Włocławskiej, Domu Dobrego Pasterza w Michelinie oraz schroniska dla bezdomnych we Włocławku. Ustanowił też fundusz solidarnościowy kapłanów diecezji włocławskiej. 27 kwietnia 2021 papież Franciszek przyjął jego rezygnację z obowiązków biskupa diecezjalnego włocławskiego. Do czasu kanonicznego objęcia diecezji przez następcę, co nastąpiło 7 czerwca 2021, zarządzał nią jako administrator apostolski.
W strukturach Konferencji Episkopatu Polski w 2005 został członkiem Rady ds. Dialogu Religijnego, w ramach której objął funkcję przewodniczącego Komitetu ds. Dialogu z Niewierzącymi, a w latach 2006–2016 był przewodniczącym Rady ds. Kultury i Ochrony Dziedzictwa Kulturowego.

## Odznaczenia i wyróżnienia
W 2016 został odznaczony Złotym Medalem „Zasłużony Kulturze Gloria Artis”.
W 2018 nadano mu honorowe obywatelstwo Uniejowa.
W 2017 został laureatem Nagrody im. Włodzimierza Pietrzaka.